# Waakirchen
Waakirchen là một đô thị trong huyện Miesbach thuộc bang Bayern nước Đức. Đô thị Waakirchen có diện tích 42,31 km2, dân số cuối năm 2006 là 5547 người.